# Relaciones España-Pakistán

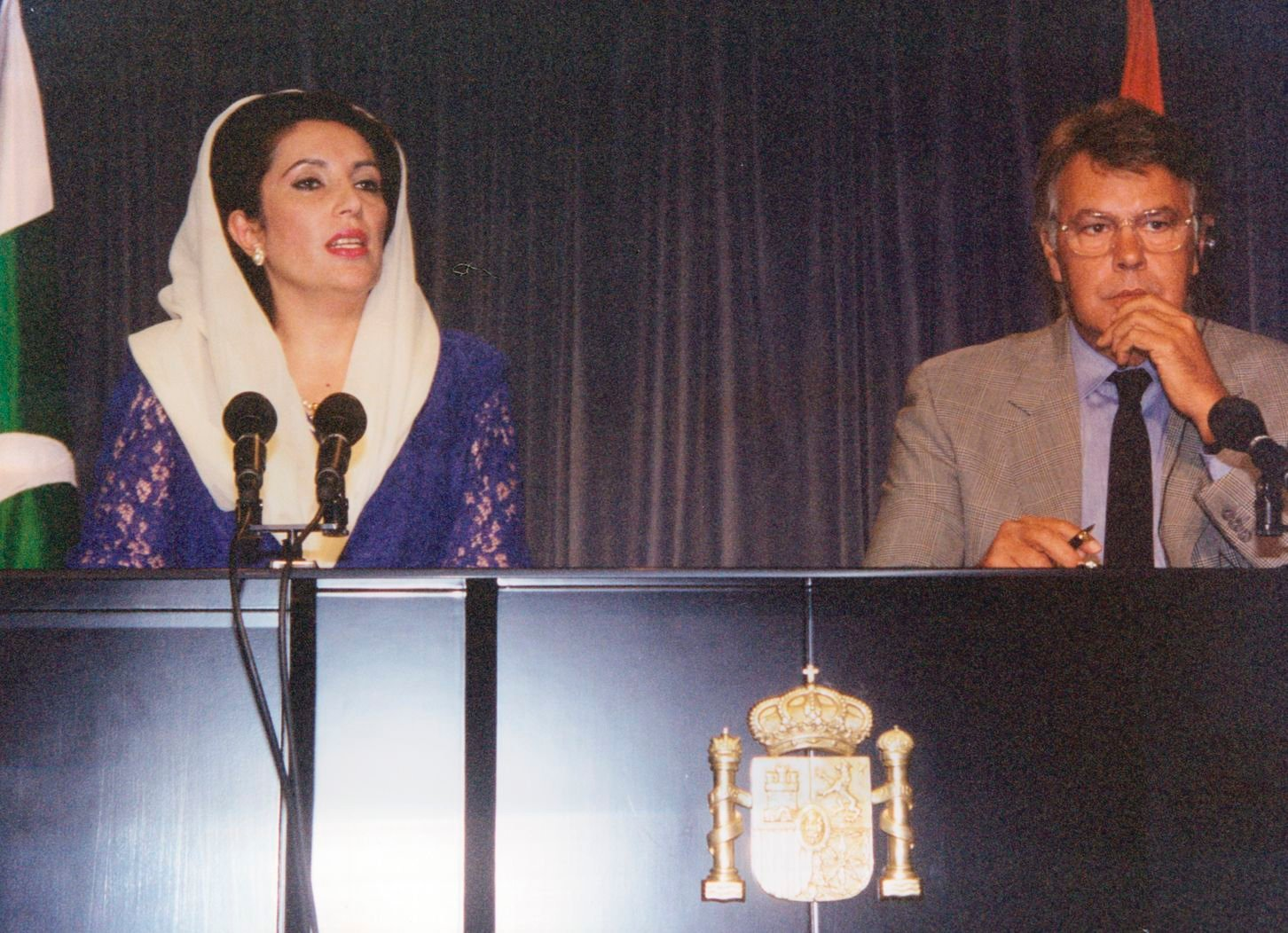
Benazir Bhutto y Felipe González en 1994

Las relaciones Pakistán-España son las relaciones diplomáticas y bilaterales entre España y Pakistán. Pakistán y España disfrutaron de lazos sumamente cordiales y amistosos. Se establecieron relaciones a finales de la década de 1950. 
La primera ministra pakistaní Benazir Bhutto realizó una visita oficial a España en 1994. Durante su mandato como primera ministra, se firmó un Acuerdo Bilateral para la Promoción y Protección Recíproca de Inversiones y en 1995 se firmó un Memorando de Entendimiento sobre Cooperación Financiera. El presidente de Pakistán Pervez Musharraf realizó una visita oficial a España en abril de 2007, visitó Madrid y Córdoba y se reunió con el primer ministro español José Luis Rodríguez Zapatero y el rey Juan Carlos I . El primer ministro Yousaf Raza Gillani realizó una visita oficial en junio de 2010, firmando un acuerdo para eliminar la doble imposición.
En septiembre de 2021, José Manuel Albares realizó una visita oficial a Pakistán, la primera de un ministro de Asuntos Exteriores español, con el objetivo de reunirse con el primer ministro Imran Khan, el ministro de Asuntos Exteriores Shah Mahmood Qureshi y el Jefe de Estado Mayor del Ejército de Pakistán Qamar Javed Bajwa.

## Misiones diplomáticas
- España tiene una embajada en Islamabad.
- Pakistán tiene una embajada en Madrid y un consulado-general en Barcelona.

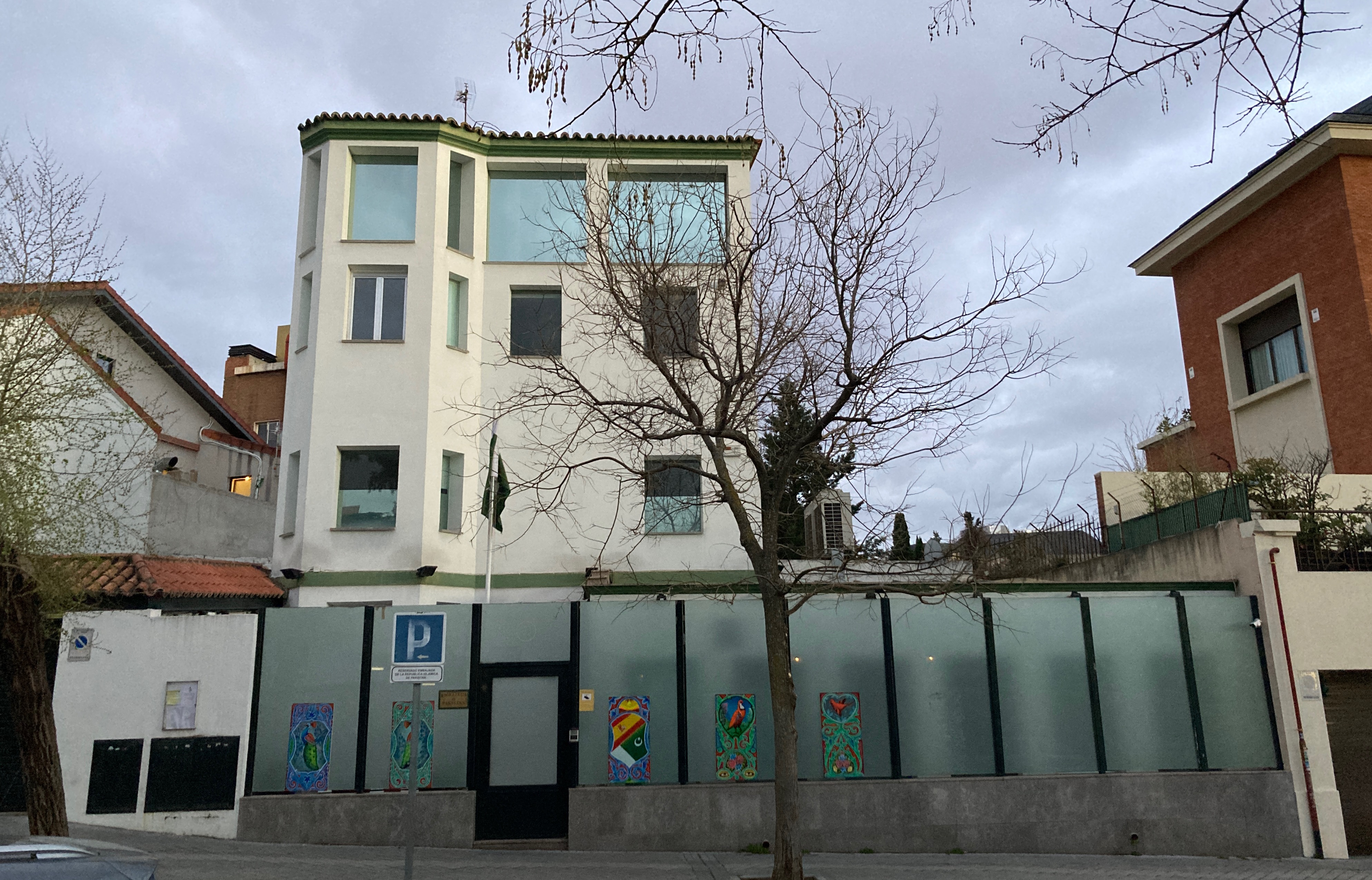
Embajada de Pakistán en Madrid
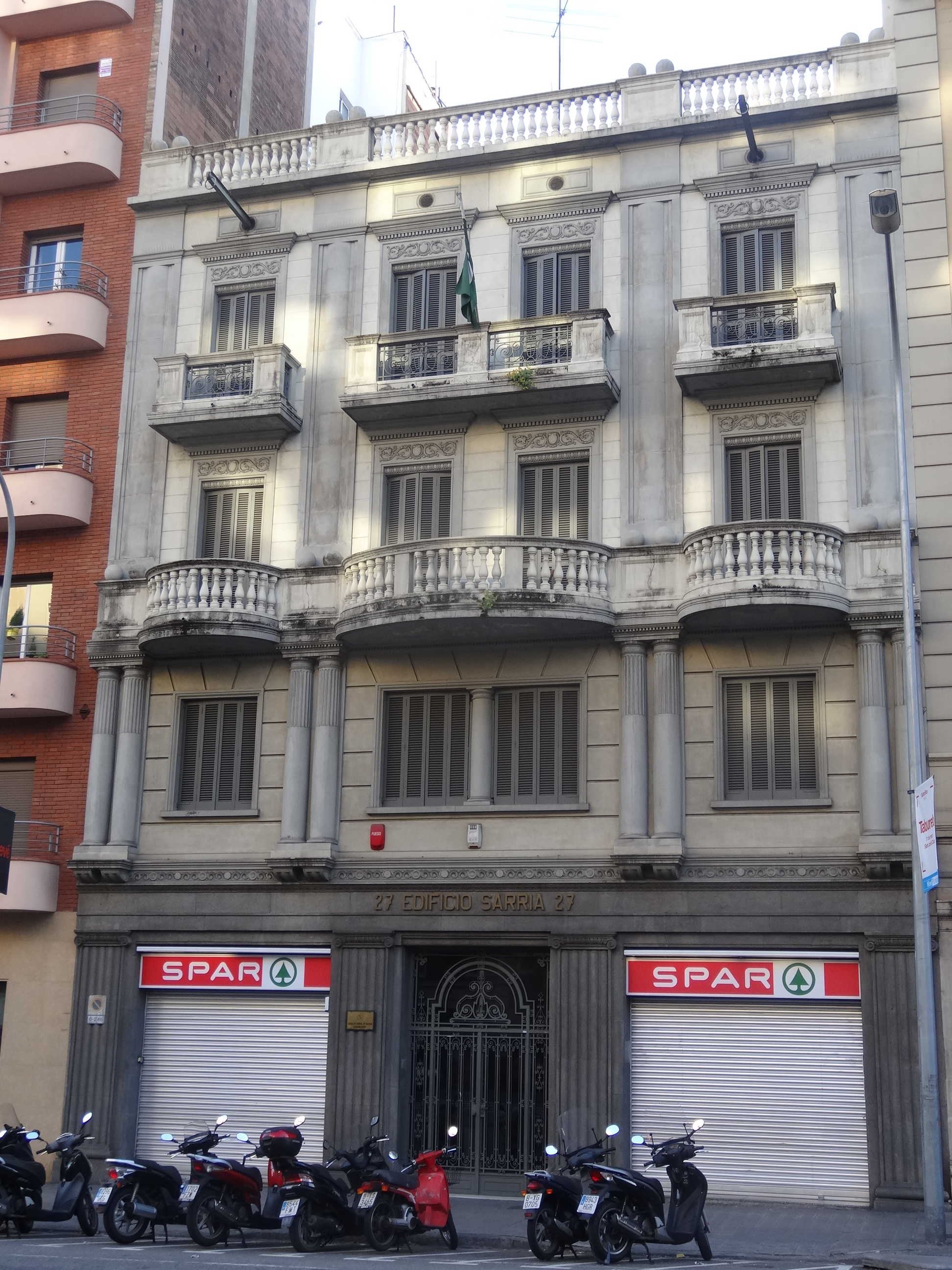
Consulado-General de Pakistán en Barcelona